# Uwe Hüffer
Uwe Hüffer (* 5. Dezember 1939 in Lüneburg; † 9. Dezember 2012) war ein deutscher Rechtswissenschaftler.

## Leben
Hüffer besuchte das Gymnasium Johanneum in Lüneburg, an dem er 1959 das Abitur ablegte. Nach dem Studium der Rechtswissenschaft und dem Referendariat wurde er 1970 mit einer rechtsvergleichenden Untersuchung zum Rückgriff gegen den deliktisch handelnden Schädiger bei Entschädigungsleistungen Dritter zum Dr. iur. promoviert. 1974 habilitierte er sich an der Universität Heidelberg zum Thema Leistungsstörungen durch Gläubigerhandeln. Zum Wintersemester 1977 wurde Hüffer wissenschaftlicher Rat, 1980 ordentlicher Professor an der Universität Saarbrücken. 1985 wechselte er an die Ruhr-Universität Bochum, wo er bis zu seiner Emeritierung im Jahr 2005 den Lehrstuhl für Bürgerliches Recht, Handelsrecht, Wirtschaftsrecht einschließlich Bergrecht und Energierecht innehatte. Er gründete 1987 zusammen mit Fritz Fabricius, Peter Tettinger und Knut Ipsen das Institut für Berg- und Energierecht.
Hüffer war ab 1992 für mehrere Jahre Richter am Oberlandesgericht Hamm im Nebenamt. Nach seiner Emeritierung war er am Mannheimer Standort der Anwaltskanzlei Schilling, Zutt & Anschütz tätig und war auch Mitglied des Aufsichtsrates der Kanzlei. Er war Begründer und bis zur 10. Auflage Autor des meistverkauften Kommentars zum deutschen Aktiengesetz, der nach seinem Tod von seinem Schüler Jens Koch fortgeführt wird.

## Schriften (Auswahl)
- Der Rückgriff gegen den deliktisch handelnden Schädiger bei Entschädigungsleistungen Dritter. Eine Untersuchung der Schadensverteilung im Regressweg unter Berücksichtigung des französischen, englischen und nordamerikanischen Rechts (= Heidelberger rechtsvergleichende und wirtschaftsrechtliche Studien. Bd. 3, ISSN 0170-320X). Winter, Heidelberg 1970 (Dissertation, Universität Heidelberg, 1970).
- Leistungsstörungen durch Gläubigerhandeln. Eine rechtsvergleichende Untersuchung der Mitwirkung des Gläubigers bei der Vertragserfüllung unter besonderer Berücksichtigung der gegenseitigen Verträge (= Schriften zum Bürgerlichen Recht. Bd. 29). Duncker & Humblot, Berlin 1976, ISBN 3-428-03633-6 (Habilitationsschrift, Universität Heidelberg, 1974).
- Verein und Gesellschaft. Fälle und Erläuterungen zu den Gesellschaften und Korporationen des bürgerlichen Rechts und des Handelsrechts (= Schriftenreihe der Juristischen Schulung. Bd. 57). Beck, München 1977, ISBN 3-406-06887-1 (ab 2. Auflage als: Gesellschaftsrecht.; 8., völlig überarbeitete Auflage. ebenda 2011, ISBN 978-3-406-62687-6).
- Aktiengesetz. Beck, München 1993, ISBN 3-406-37322-4 (10., neubearbeitete Auflage. (= Beck'sche Kurz-Kommentare. Bd. 53). ebenda 2012, ISBN 978-3-406-63345-4).